# Kênh Nguyễn Văn Tiếp

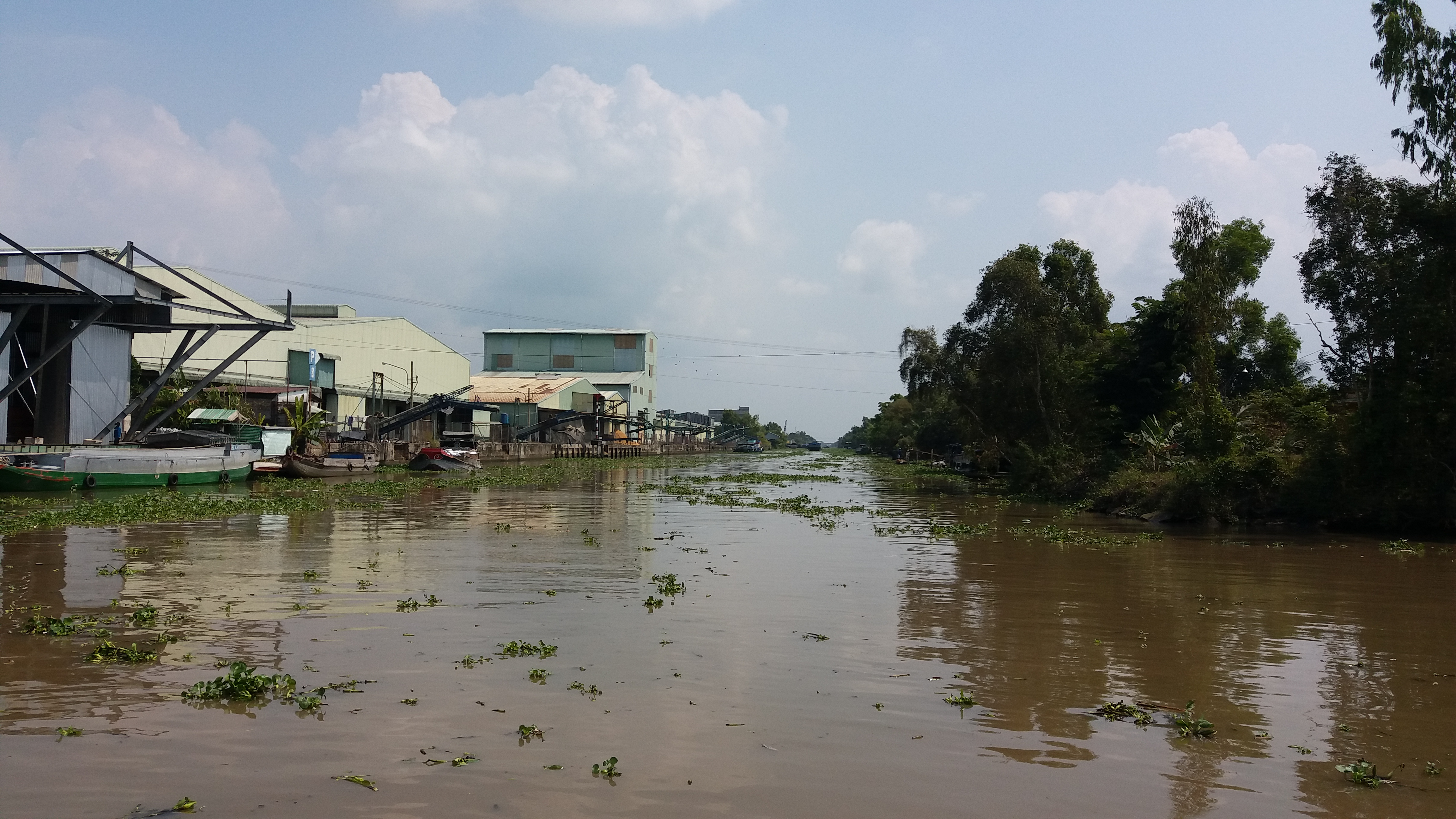
kênh Nguyễn Văn Tiếp nhìn về hướng đông, đoạn gần Ủy ban nhân dân xã Phú Cường.

Kênh Nguyễn Văn Tiếp hay còn gọi là kênh Tháp Mười là con kênh đào kết hợp sông rạch tự nhiên nối sông Tiền Giang ở Cao Lãnh tỉnh Đồng Tháp với sông Vàm Cỏ Tây ở Tân An, Long An, tiêu thoát lũ cho Đồng Tháp Mười.

## Mô tả
Kênh chảy qua 3 tỉnh Đồng Tháp, Tiền Giang, Long An. Vị trí chảy qua huyện Cai Lậy tỉnh Tiền Giang kênh được nối thông với sông Ba Rài và sông Cái Bè rồi đổ ra sông Tiền tại Cái Bè.
Đây là con kênh chiến lược, có vai trò thủy lợi quan trọng trong việc khai hóa vùng Đồng Tháp Mười.

## Lịch sử

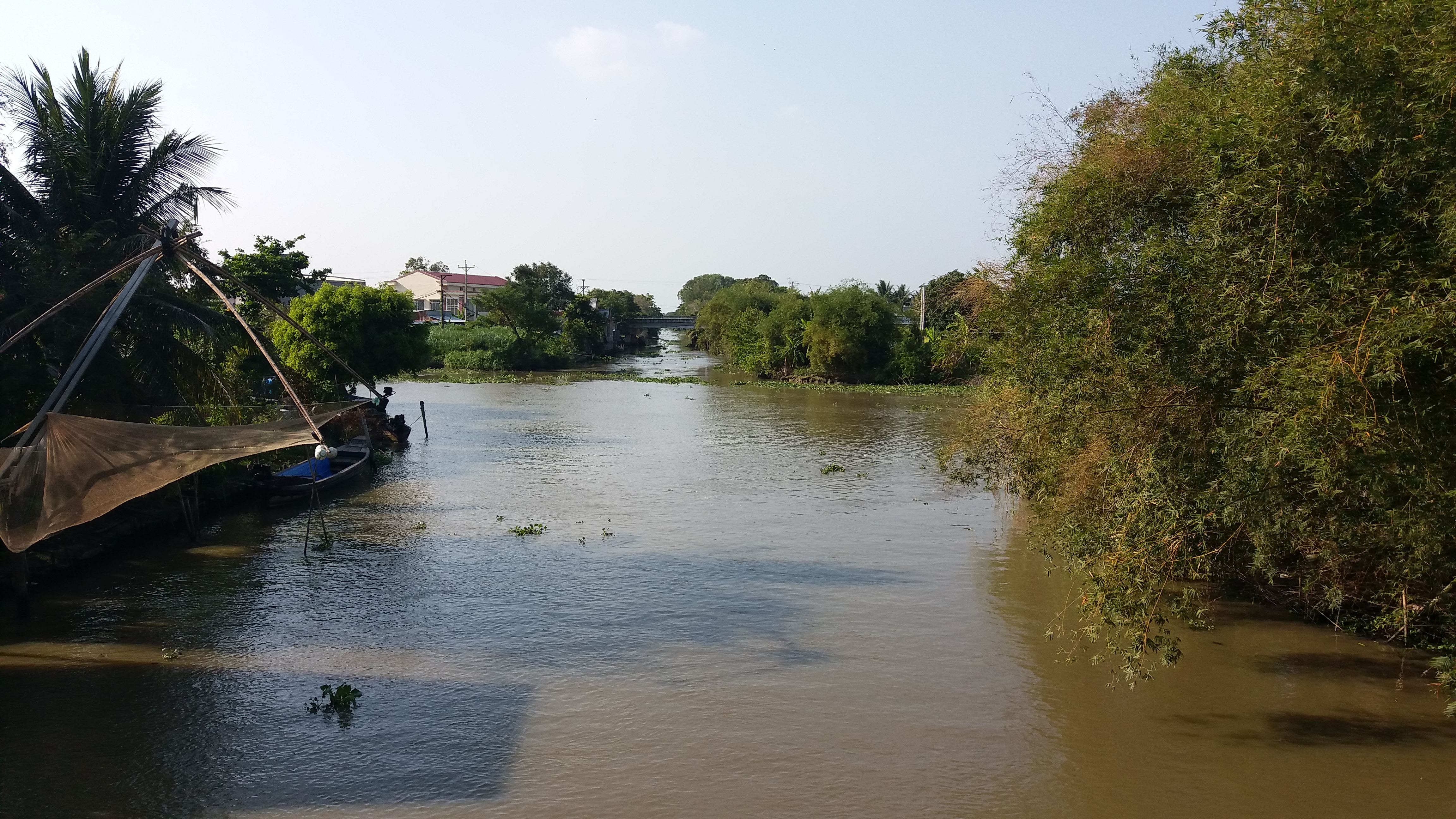
kênh Nguyễn Văn Tiếp giao với Kênh 10.

Năm 1785 để chống lại quân của Đỗ Thanh Nhơn trợ giúp cho Nguyễn Ánh, đang dùng địa hình rừng tràm ngập nước Đồng Tháp Mười và vùng Bàu Bèo nằm giữa Cai Lậy và sông Vàm Cỏ Tây nhằm chống lại quân Tây Sơn, viên tướng Tây Sơn là đô úy Nguyễn Trấn cho đào con kênh đào nối hai con sông nhỏ là Rạch Chanh (chảy ra Vàm Cỏ Tây) ở phía đông bắc với sông Ba Rài (ra sông Tiền) ở phía nam. Mục đích để tiện hành quân. Con kênh này được gọi là kênh Rạch Chanh (thông ra cửa sông Rạch Chanh) hay kênh Bàu Bèo (sau gọi chệch thành Bà Bèo, vì đoạn kênh đào ở giữa nằm trên vùng đất ngập nước Bàu Bèo) hoặc kênh Đặng Giang.
Thập kỷ 1850 thời Tự Đức, khi làm Kinh lược sứ Nam Kỳ Lục tỉnh Nguyễn Tri Phương cho tiến hành cải tạo thủy lợi vùng Đồng Tháp Mười bằng cách đào kênh nối Đồng Tháp Mười với kênh Rạch Chanh để thoát lũ ra sông Tiền và sông Vàm Cỏ Tây (thời đó gọi là sông Hưng Hòa) nhưng không thành công.
Đến thời Pháp thuộc, những năm 1895-1897, Trần Bá Lộc, viên Tổng đốc làm việc cho chính quyền Nam Kỳ thuộc địa của Pháp, đã thành công trong việc hoàn chỉnh kênh đào này khi cho đào đoạn kênh nối liền kênh Rạch Chanh ra Rạch Ruộng, thông đến sông Tiền tại Sa Đéc. Đồng thời đào 3 con rạch nhỏ khác từ Cái Thia, Trà Lọt, Cái Bè để mở lối vào tuyến kênh chính. Do công trạng nạo vét và mở rộng nên Kênh Nguyễn Văn Tiếp cũng thường được gọi tên là kênh Tổng Đốc Lộc. Đầu thế kỷ 20, Pháp cho nạo vét lại kênh, đồng thời cho đào một con kênh thẳng về hướng Tây Đồng Tháp Mười, xuyên qua huyện Tháp Mười và Cao Lãnh để ra sông Tiền, dài 60 km.
Năm 1947, Chủ tịch Ủy ban kháng chiến hành chính tỉnh Mỹ Tho bị Pháp giết, chính quyền Việt Minh đã đặt cho con kênh này là kênh Nguyễn Văn Tiếp.
Năm 1957, Ngô Đình Diệm đổi tên thành kênh Tháp Mười.
Từ sau năm 1975, tên Nguyễn Văn Tiếp được đặt lại cho con kênh này.